# Leticie Vránová-Dytrychová
Leticie Vránová-Dytrychová (* 7. května 1966 Olomouc) je podnikatelka pracující v rodinné firmě Tomášková-Dytrychová, která sídlí v Brodku u Přerova a zabývá se výrobou zvonů. Zvony z jejich dílny byly darovány Janu Pavlu II., jsou umístěny v pražské katedrále sv. Víta, bratislavské katedrály sv. Martina a v jiných svatostáncích po celém světě. K příležitosti 96. výročí založení Československa byla oceněna medailí Za zásluhy prvního stupně, tedy za zásluhy o stát v oblasti hospodářské.

## Život
Narodila se v Olomouci do rodiny Dytrychů, jejíž zvonařskou tradici založil její dědeček Josef Dytrych. Dostala jméno po své babičce Laetitii, která se vedení firmy ujala po náhlé smrti manžela. Po středoškolských studií na umělecko-průmyslové škole v Turnově se vydala studovat obor slévárenství na Vysokém učení technickém v Brně. Nyní sama vede firmu pojmenovanou po její matce, za jejíhož vedení se firma stala jedním z nejvýznamnějších výrobců zvonů v Evropě.
Dne 28. října 2014 ji český prezident Miloš Zeman udělil medaili Za zásluhy I. stupně. Zeman mimo jiné navštívil její podnik na jaře 2014, kdy mu majitelka předala kopii anglického lva z 18. století ze zvonoviny. Jednalo se o těžítko o velikosti 20 centimetrů charakterizující funkci a sílu prezidenta.